# Fair Oaks Ranch
Fair Oaks Ranch es una ciudad ubicada en el condado de Béxar en el estado estadounidense de Texas. En el Censo de 2010 tenía una población de 5.986 habitantes y una densidad poblacional de 271,46 personas por km².

## Geografía
Fair Oaks Ranch se encuentra ubicada en las coordenadas 29°45′35″N 98°37′28″O / 29.75972, -98.62444. Según la Oficina del Censo de los Estados Unidos, Fair Oaks Ranch tiene una superficie total de 22.05 km², de la cual 21.99 km² corresponden a tierra firme y (0.26%) 0.06 km² es agua.

## Demografía
Según el censo de 2010, había 5.986 personas residiendo en Fair Oaks Ranch. La densidad de población era de 271,46 hab./km². De los 5.986 habitantes, Fair Oaks Ranch estaba compuesto por el 95.11% blancos, el 0.72% eran afroamericanos, el 0.58% eran amerindios, el 1.17% eran asiáticos, el 0.1% eran isleños del Pacífico, el 1.04% eran de otras razas y el 1.29% pertenecían a dos o más razas. Del total de la población el 11.63% eran hispanos o latinos de cualquier raza.